# Climatología de precipitaciones en los Estados Unidos

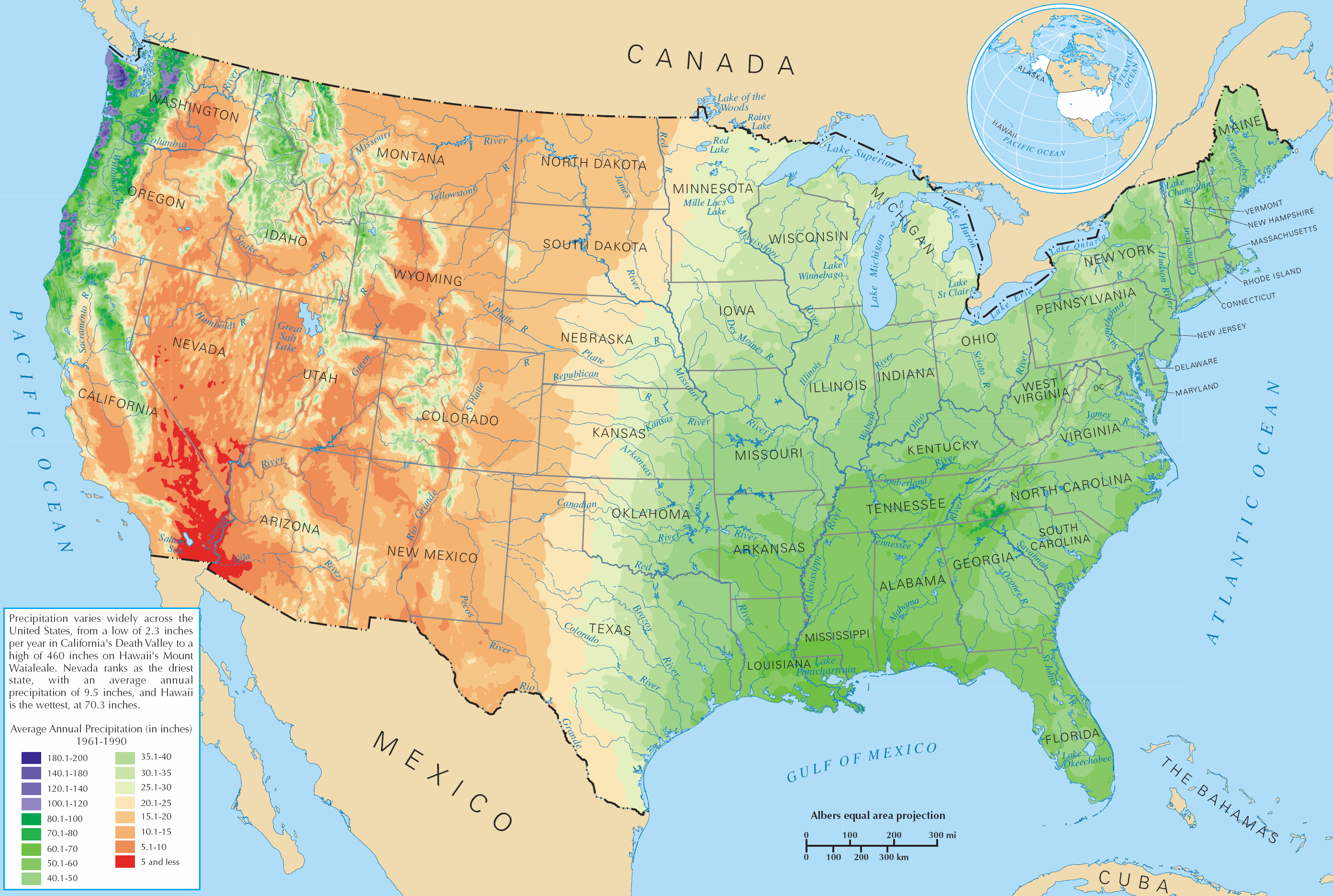
Promedio de precipitaciones

Las características de la climatología de precipitaciones en los Estados Unidos difieren significativamente en todo el país y en las zonas bajo soberanía estadounidense. El verano y el principio del otoño traen breves pero frecuentes tormentas y ciclones tropicales que crean un verano húmedo y un invierno más seco en el este del Golfo y la parte baja de la costa este. Durante el invierno y la primavera, los sistemas tormentosos del Pacífico aportan a Hawái y al oeste de Estados Unidos la mayor parte de las precipitaciones. Los sistemas de bajas presiones que ascienden por la costa este y atraviesan los Grandes Lagos aportan precipitaciones en la estación fría desde el Medio Oeste hasta Nueva Inglaterra, así como el Gran Lago Salado. La proporción entre nieve y líquido en los Estados Unidos contiguos es de 13:1 de media, lo que significa que 330 mm de nieve se funden en 25 mm de agua.
Durante el verano, el monzón norteamericano combinado con la humedad del Golfo de California y del Golfo de México que se desplaza alrededor de la dorsal subtropical en el Océano Atlántico trae la promesa de tormentas de masa de aire por la tarde y por la noche al sur del país, así como a las Grandes Llanuras. Hacia el ecuador de la dorsal subtropical, los ciclones tropicales aumentan las precipitaciones en las secciones sur y este del país, así como en Puerto Rico, las Islas Vírgenes de Estados Unidos, las Islas Marianas del Norte, Guam y Samoa Americana. Sobre la cresta de la dorsal, la corriente en chorro aporta un máximo de precipitaciones estivales a las Grandes Llanuras y al oeste de los Grandes Lagos. Grandes zonas de tormentas conocidas como complejos convectivos de mesoescala se desplazan por las Llanuras, el Medio Oeste y los Grandes Lagos durante la estación cálida, aportando hasta el 10% de la precipitación anual a la región.
El Niño-Oscilación Austral afecta a la distribución de las precipitaciones, alterando los regímenes pluviométricos en el Oeste, el Medio Oeste, el Sureste y en todos los trópicos. También hay pruebas de que el calentamiento global está provocando un aumento de las precipitaciones en las zonas orientales de Norteamérica, mientras que las sequías son cada vez más frecuentes en las zonas occidentales. Además, los fenómenos meteorológicos globales de La Niña se asocian generalmente a condiciones más secas y calurosas y a una mayor exacerbación de las sequías en California y el suroeste y, en cierta medida, el sureste de Estados Unidos. Los meteorólogos han observado que La Niña se ha hecho más frecuente con el paso del tiempo.

## General

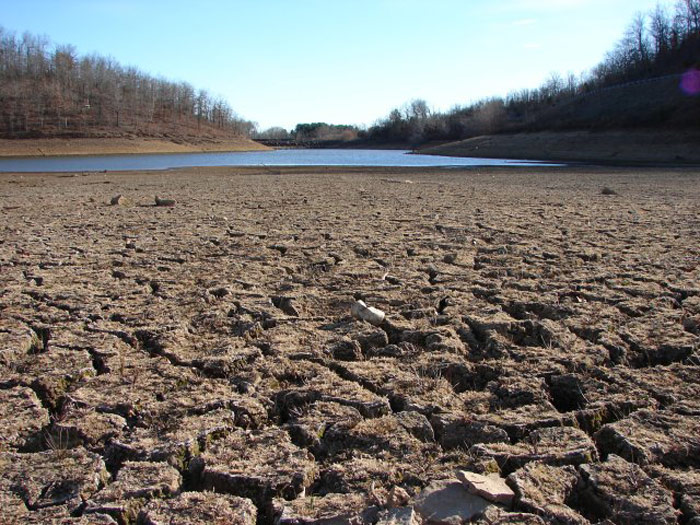
Un típico lecho de lago seco se ve en California, que está sufriendo su peor megasequía en 1.200 años, precipitada por el cambio climático, y por ello está racionando el agua.

La parte occidental de los Estados Unidos contiguos al oeste del meridiano 98, las montañas del noroeste del Pacífico, el valle de Willamette y la cordillera de Sierra Nevada son las zonas más húmedas del país, con una precipitación media superior a 30 pulgadas (760 mm) al año. Las zonas más secas son el suroeste desértico, la Gran Cuenca, los valles del noreste de Arizona, el este de Utah y el centro de Wyoming. El aumento del calentamiento en las islas de calor urbanas provoca un incremento de las precipitaciones a sotavento de las ciudades.

## Alaska
Juneau recibe una media de más de 50 pulgadas (1.270 mm) de precipitaciones al año, mientras que otras zonas del sureste de Alaska reciben más de 275 pulgadas (6.980 mm). En el centro-sur de Alaska no llueve tanto como en el sureste, aunque sí nieva más. Anchorage recibe una media de 406 mm de precipitaciones al año, con unos 1.905 mm de nieve. La costa septentrional del golfo de Alaska recibe hasta 3.800 mm de precipitaciones al año. En las zonas occidentales del estado, la parte norte de la península de Seward es un desierto con menos de 250 mm de precipitaciones al año, mientras que algunas localidades entre Dillingham y Bethel reciben una media de 2.540 mm de precipitaciones. En el interior, suelen caer menos de 10 pulgadas (250 mm) al año, pero las precipitaciones que caen durante el invierno tienden a permanecer durante toda la estación. Los fenómenos de La Niña provocan condiciones más secas de lo normal, mientras que los fenómenos de El Niño no tienen una correlación hacia condiciones secas o húmedas. Las precipitaciones aumentan entre un 10% y un 40% cuando la oscilación decadal del Pacífico es positiva.

## Oeste

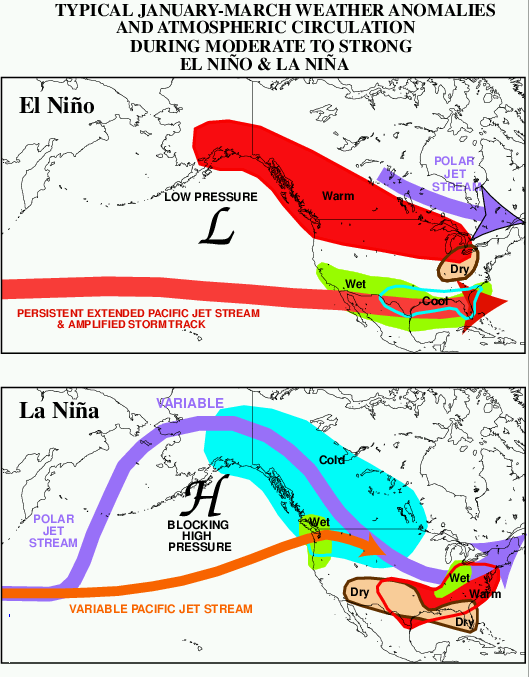
Impacto de El Niño y La Niña en Norteamérica

De septiembre a mayo, los ciclones extratropicales del océano Pacífico se desplazan hacia el interior de la región debido a la migración hacia el sur de la corriente en chorro durante la estación fría. Este desplazamiento de la corriente en chorro aporta gran parte de las precipitaciones anuales a la región y también la posibilidad de que se produzcan lluvias torrenciales. La costa oeste experimenta ocasionalmente chubascos de efecto oceánico, normalmente en forma de lluvia en las zonas más bajas al sur de la desembocadura del río Columbia. Estos chubascos se producen cuando una masa de aire ártico procedente del oeste de Canadá es arrastrada hacia el oeste sobre el océano Pacífico, normalmente a través del valle del Fraser, y regresa a la costa alrededor de un centro de baja presión. Un fuerte flujo terrestre se introduce en las cadenas montañosas del oeste, concentrando importantes precipitaciones en las Montañas Rocosas, con sombras de lluvia en la cuenca de Harney, la Gran Cuenca, el valle central de California,  y el valle inferior del río Colorado. En general, las precipitaciones son menores en la parte sur de la costa oeste. Los mayores receptores de las precipitaciones son las cordilleras costeras, como las Montañas Olímpicas, las Cascadas y Sierra Nevada, y en menor medida la divisoria continental. Las precipitaciones de la estación fría en esta región son el principal suministro de agua a los ríos de la zona, como el río Colorado y el río Grande, y también actúan como la principal fuente de agua para los habitantes de esta parte de Estados Unidos. Durante los fenómenos de El Niño, se espera un aumento de las precipitaciones en California debido a una trayectoria de tormenta zonal más meridional.  California también entra en un patrón húmedo cuando la actividad de tormentas en los trópicos asociada con la oscilación Madden-Julian se acerca a la longitud 150E. Durante La Niña, el aumento de las precipitaciones se desvía hacia el noroeste del Pacífico debido a una trayectoria de tormenta más septentrional.

### Nevada por efecto lacustre en el Gran Lago Salado
Las orillas sur y sureste del Gran Lago Salado reciben una importante cantidad de nieve de efecto lacustre. Dado que el Gran Lago Salado nunca se congela, el efecto lago puede afectar al tiempo a lo largo del frente Wasatch durante todo el año. El efecto lago contribuye en gran medida a las nevadas anuales de 140 cm a 200 cm registradas al sur y al este del lago, con nevadas medias que superan los 1.500 cm en las montañas Wasatch. La nieve, que suele ser muy ligera y seca debido al clima desértico, se conoce como «La mayor nieve del mundo» en las montañas. La nieve de efecto lago contribuye a unas 6-8 nevadas al año en Salt Lake City, y aproximadamente el 10% de las precipitaciones de la ciudad se deben a este fenómeno.

### Monzón de América del Norte

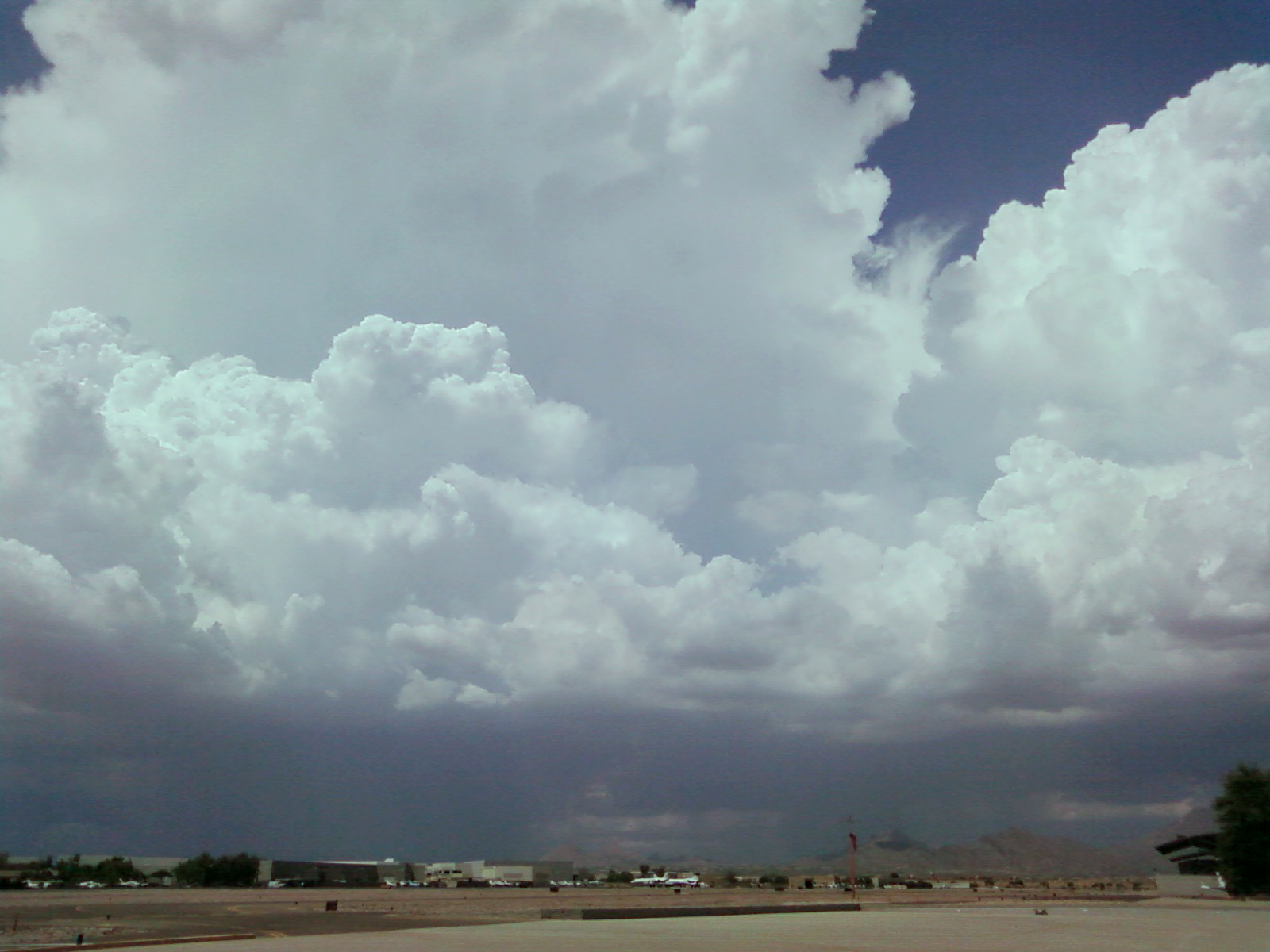
Nubes de la temporada de monzones en Arizona

El Monzón norteamericano (NAM) se produce desde finales de junio o principios de julio hasta septiembre, se origina sobre México y se extiende hacia el suroeste de Estados Unidos a mediados de julio. Esto permite que la estación húmeda comience en el suroeste durante el verano y no a principios del otoño, como ocurre en el resto del oeste. Dentro de Estados Unidos, afecta a Arizona, Nuevo México, Nevada, Utah, Colorado, oeste de Texas y California. El monzón norteamericano es conocido por muchos como monzón del verano, del suroeste, mexicano o de Arizona. También se le llama a veces monzón del desierto, ya que gran parte de la zona afectada es desértica.
Cuando los valores de agua precipitable se acercan a 1,32 pulgadas (34 mm), pueden producirse tormentas eléctricas breves pero a menudo torrenciales y vientos huracanados y granizo, especialmente sobre terreno montañoso. Esta actividad se ve ocasionalmente reforzada por el paso de ciclones superiores en retrogradación (que se desplazan hacia el oeste) que se mueven bajo la dorsal subtropical y el arrastre de los restos de tormentas tropicales.  Los ciclones tropicales del Pacífico oriental contribuyen a la humedad del sistema monzónico y aportan hasta el 20% de la precipitación media anual al sur de California. Las inundaciones repentinas son un grave peligro durante la estación monzónica. Los arroyos secos pueden convertirse en ríos embravecidos en un instante, incluso cuando no hay tormentas visibles, ya que una tormenta puede causar una inundación repentina a decenas de kilómetros de distancia. Los rayos también son un peligro importante. Dado que es peligroso quedar atrapado al aire libre cuando estas tormentas aparecen de repente, muchos campos de golf de Arizona cuentan con sistemas de aviso de tormentas eléctricas.
Hasta el 45% de las precipitaciones anuales en Nuevo México se producen durante el monzón de verano. Muchas plantas del desierto están adaptadas para aprovechar esta breve estación húmeda. Debido a los monzones, los desiertos de Sonora y Mojave se consideran relativamente «húmedos» si se comparan con otros desiertos como el Sáhara. Los monzones desempeñan un papel vital en la gestión de la amenaza de incendios forestales al proporcionar humedad en las zonas más elevadas y alimentar los arroyos del desierto. Las fuertes lluvias monzónicas pueden provocar un crecimiento excesivo de las plantas en invierno, lo que a su vez supone un riesgo de incendios forestales en verano. La falta de lluvias monzónicas puede dificultar la siembra estival, reduciendo el exceso de crecimiento vegetal invernal pero empeorando la sequía.

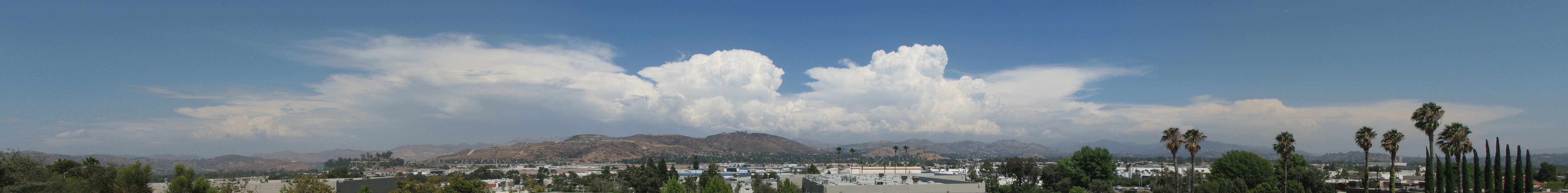
Tormentas eléctricas durante el Monzón Norteamericano vistas desde El Cajón, California. Las tormentas rara vez se extienden más allá de las cordilleras peninsulares hasta los cielos despejados de la franja costera.

## Las Grandes Llanuras
Los vientos descendentes de las Montañas Rocosas pueden contribuir a la formación de la línea seca. Los principales episodios de sequía en el medio oeste de Estados Unidos se asocian a una amplificación de la dorsal subtropical (o monzónica) de la troposfera superior a través del oeste y las llanuras, junto con un debilitamiento del borde occidental de la "altura de las Bermudas". Durante el verano, un chorro de bajo nivel del sur atrae humedad del Golfo de México. La humedad adicional procede de fuentes más locales, especialmente de la transpiración de la vegetación. Las precipitaciones máximas suelen producirse a finales de primavera y principios de verano, y las mínimas en invierno. Durante los episodios de La Niña, la trayectoria de las tormentas se desplaza lo suficiente hacia el norte como para provocar condiciones más húmedas de lo normal (en forma de aumento de las nevadas) en los estados del Medio Oeste, así como veranos calurosos y secos.
La estación convectiva para las Llanuras oscila entre mayo y septiembre. Los sistemas organizados de tormentas conocidas como sistemas convectivos de mesoescala se desarrollan sobre la región durante este periodo, y la mayor parte de la actividad se produce entre la medianoche y las 6 de la mañana, hora local. La hora de máxima precipitación durante el día varía gradualmente desde última hora de la tarde cerca de las laderas de las Rocosas hasta primera hora de la mañana cerca del valle del río Ohio, reflejando en parte la propagación de oeste a este de los sistemas convectivos de mesoescala. Los sistemas convectivos de mesoescala aportan entre el 30% y el 70% de las precipitaciones anuales de la estación cálida en las Llanuras. Un tipo de sistema convectivo de mesoescala especialmente longevo y bien organizado, denominado complejo convectivo de mesoescala, produce de media entre el 8% y el 18% de las precipitaciones anuales de la estación cálida en las Llanuras y el Medio Oeste. Las líneas de borrasca representan el 30% de los grandes complejos de tormentas que se desplazan por la región.

## Costa del Golfo y parte baja de la costa atlántica al sur de Nueva Inglaterra
En general, las partes septentrionales y occidentales de esta región tienen un máximo de precipitaciones en invierno/primavera, siendo más secas a finales de verano/principios de otoño,  mientras que las partes meridionales y orientales tienen un máximo de precipitaciones en verano y un mínimo en invierno/principios de primavera.
La mayoría de los lugares de la costa este desde Boston hacia el norte muestran un ligero máximo invernal, ya que las tormentas de invierno dejan caer fuertes precipitaciones. Al sur de Boston, las tormentas convectivas son frecuentes en los calurosos meses de verano y las precipitaciones estacionales muestran un ligero máximo estival (aunque no en todas las estaciones). A medida que se avanza desde Virginia Beach hacia el sur, el verano se convierte en la estación más lluviosa, ya que las tormentas convectivas creadas en la masa de aire tropical cálido y húmedo dejan caer precipitaciones breves pero intensas. En invierno, estas zonas siguen registrando precipitaciones, ya que los sistemas de baja presión que se desplazan por el sur de Estados Unidos suelen aprovechar la humedad del Golfo de México y dejan caer precipitaciones propias de la estación fría desde el este de Texas hasta la zona de Nueva York.
En la península de Florida domina un fuerte monzón, con inviernos secos y fuertes precipitaciones estivales. En invierno, la fuerte dorsal subtropical crea un aire estable sobre Florida, con escasa convección y pocos frentes. A lo largo de la costa del Golfo y los estados del sur del Atlántico, los sistemas tropicales en decadencia contribuyeron a los picos de precipitaciones estivales.

### Estación fría
Durante la estación fría, la corriente en chorro subtropical aporta humedad a niveles superiores desde el océano Pacífico. Antes de los sistemas tormentosos, el Golfo de México atrae una cantidad importante de humedad, lo que aumenta la humedad en la columna atmosférica y provoca precipitaciones antes de los ciclones extratropicales. Durante la fase de El Niño del ENOS, las precipitaciones aumentan a lo largo de la costa del Golfo y el sureste debido a una corriente en chorro polar más fuerte de lo normal y más meridional. En la zona de Memphis, Tennessee y en todo el estado de Misisipi, hay dos máximos de precipitaciones en invierno y primavera.  En Georgia y Carolina del Sur, el primero de los máximos anuales de precipitaciones se produce a finales del invierno, durante febrero o marzo. Alabama tiene un máximo anual de precipitaciones en invierno o primavera y un verano seco.

### Estación cálida

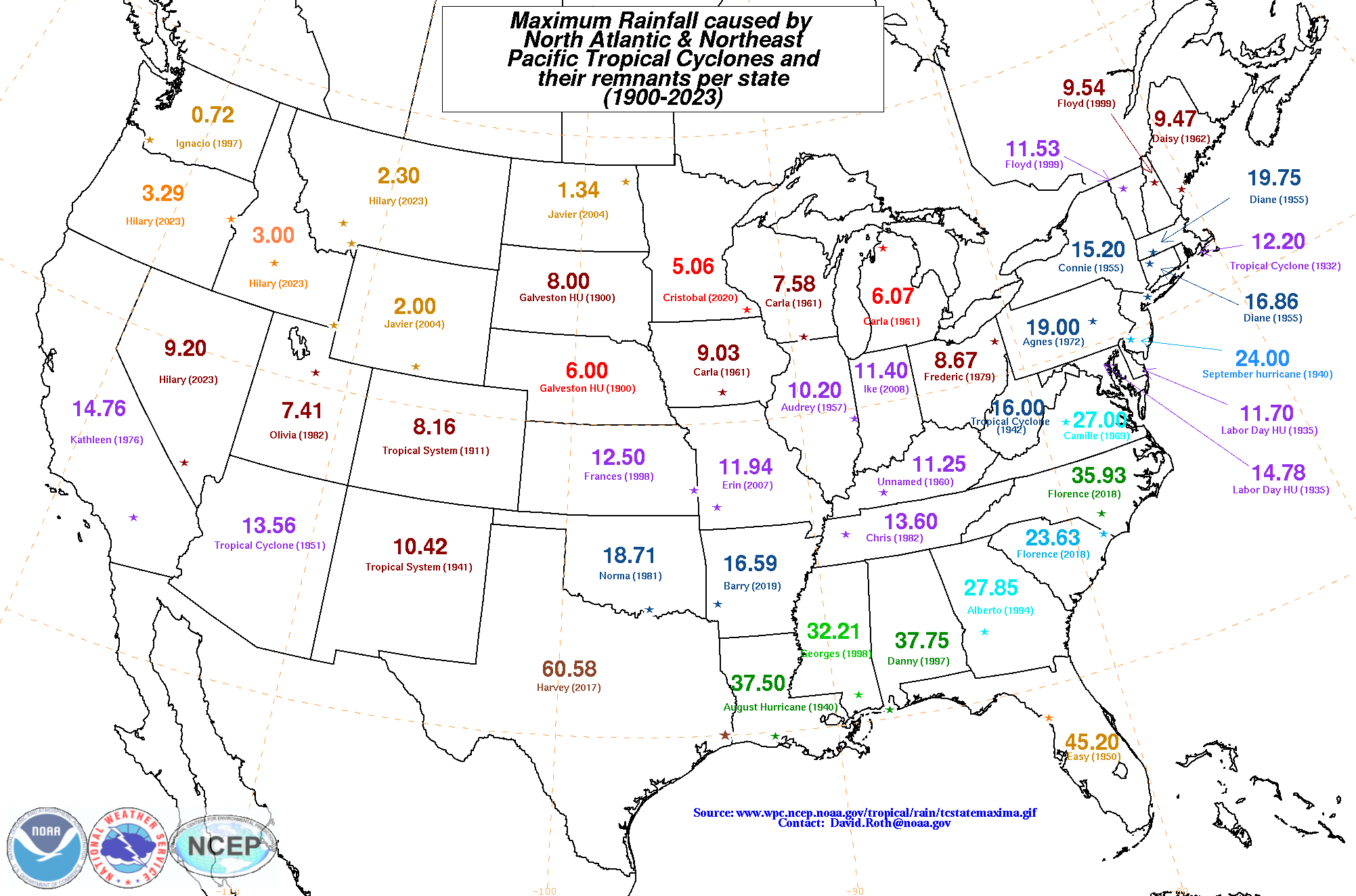
Máximas precipitaciones de ciclones tropicales en EE. UU. por estado

Durante el verano, la dorsal subtropical del océano Atlántico se fortalece y trae aire cada vez más húmedo del Atlántico cálido, el Caribe y el golfo de México. Una vez que los valores de agua precipitable superan los 32 mm (1,25 pulgadas), las tormentas eléctricas vespertinas y nocturnas estallan diariamente en la periferia occidental de la dorsal subtropical en todo el sureste. El verano es la época del segundo máximo pluviométrico del año en Georgia, y la del principal máximo pluviométrico en Florida. A finales del verano y en otoño, los ciclones tropicales se desplazan hacia la región desde el Atlántico y el Golfo de México, proporcionando a partes de la zona una media de una cuarta parte de sus precipitaciones anuales. El otoño es la época de precipitaciones mínimas en Luisiana. A veces, la humedad del Golfo se cuela por la Cordillera Frontal de las Rocosas hasta el norte de las Altas Llanuras, llevando aire con un punto de rocío más alto a estados como Wyoming y Montana.

## Grandes Lagos
En general, el final de la primavera y el principio del verano es la época más húmeda del año para la parte occidental de la región, con un mínimo invernal de precipitaciones. Esto se debe a que el aire cálido, húmedo e inestable se desplaza a lo largo de la corriente en chorro, donde se centraliza.  el contrario, la parte oriental de la región registra dos máximos de precipitaciones, uno en primavera y otro en noviembre. Mientras que julio y agosto son los meses más secos de la región. La razón es que esta región está más alejada del aire inestable del centro de EE. UU. y tiene más moderadores climáticos. Debido a que las tormentas y los vientos se desplazan generalmente de oeste a este, los vientos que soplan desde los Grandes Lagos durante el verano mantienen la zona más estable. Las tormentas suelen ser menos frecuentes.

### Estación fría

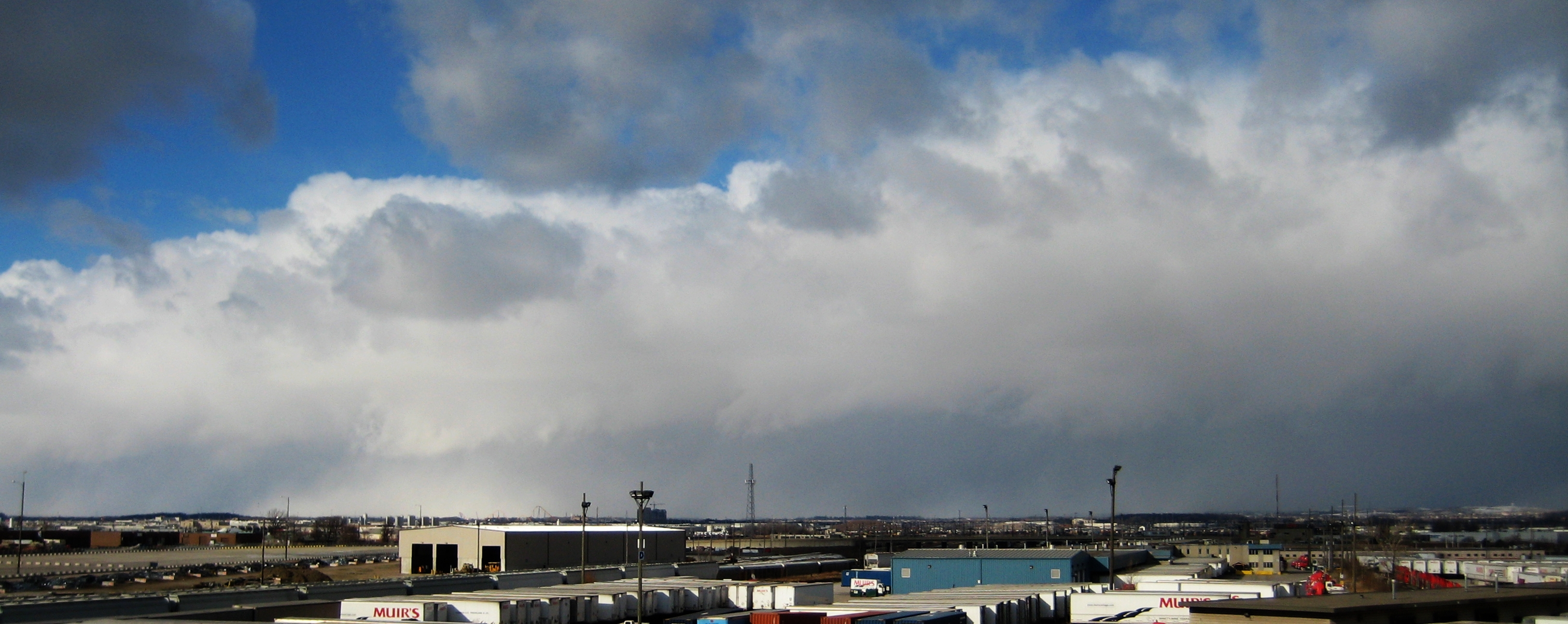
Una nevada lineal de efecto lago de banda única

Los ciclones extratropicales pueden provocar nevadas de moderadas a intensas durante la estación fría. En la parte posterior de estos sistemas, especialmente los que se desplazan por el este de Estados Unidos, es posible que se produzcan nevadas de efecto lago. Las bajas temperaturas invernales procedentes de Canadá se combinan con lagos relativamente cálidos y sin congelar para producir nevadas de efecto lago en las orillas oriental y meridional de los Grandes Lagos. Las precipitaciones de efecto lago producen una diferencia significativa entre las nevadas alrededor de los Grandes Lagos, a veces en pequeñas distancias. Las nevadas de efecto lago representan entre el 30 y el 60 por ciento de las nevadas anuales cerca de las costas de los Grandes Lagos. El lago Erie se distingue por ser el único gran lago capaz de congelarse completamente durante el invierno debido a su relativa poca profundidad. Una vez congelado, la capa de hielo resultante alivia la nieve de efecto lago a sotavento del lago. La influencia de los Grandes Lagos permite que la región se sitúe dentro de un régimen climático continental húmedo. Aunque algunos científicos han argumentado que el tercio oriental se asemeja más a un clima oceánico.

### Estación cálida

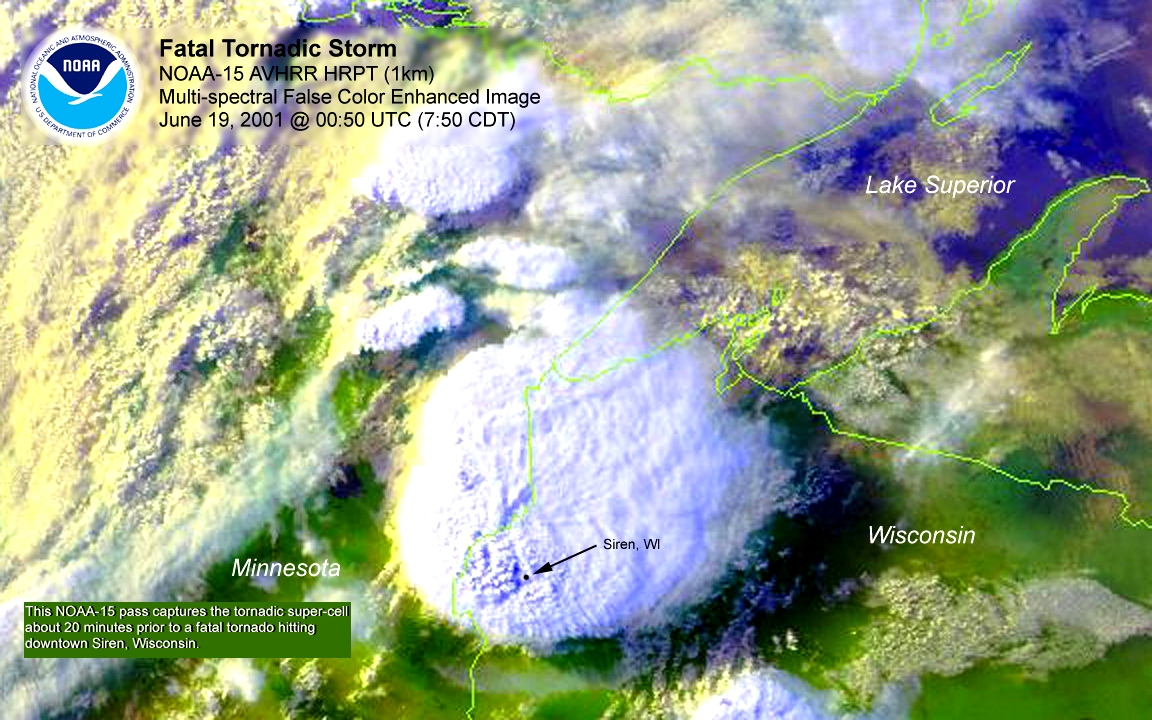
Vista por satélite de una supercélula cerca de los Grandes Lagos

Los sistemas meteorológicos de los vientos del oeste que provocan precipitaciones se desplazan a lo largo de la corriente en chorro, que migra hacia el norte de la región en verano. Esto también aumenta la probabilidad de que se desarrolle tiempo severo debido a una mayor divergencia de niveles superiores en sus proximidades. Los complejos convectivos de mesoescala se desplazan hacia la región desde las Llanuras desde finales de abril hasta mediados de julio, siendo junio el mes de mayor intensidad en las zonas occidentales de los Grandes Lagos. Estos sistemas contribuyen con cerca del 2% de la precipitación anual de la región. Además, los remanentes de ciclones tropicales se desplazan ocasionalmente hacia el norte de la región, aunque su contribución general a la precipitación en la región es mínima. Desde la primavera hasta el verano, las áreas cercanas a las costas de los Grandes Lagos, relativamente más frías, desarrollan brisas marinas, lo que disminuye las cantidades de precipitación y aumenta la insolación cerca de la costa inmediata. Los Grandes Lagos orientales son significativamente más secos durante el verano.

## Noreste

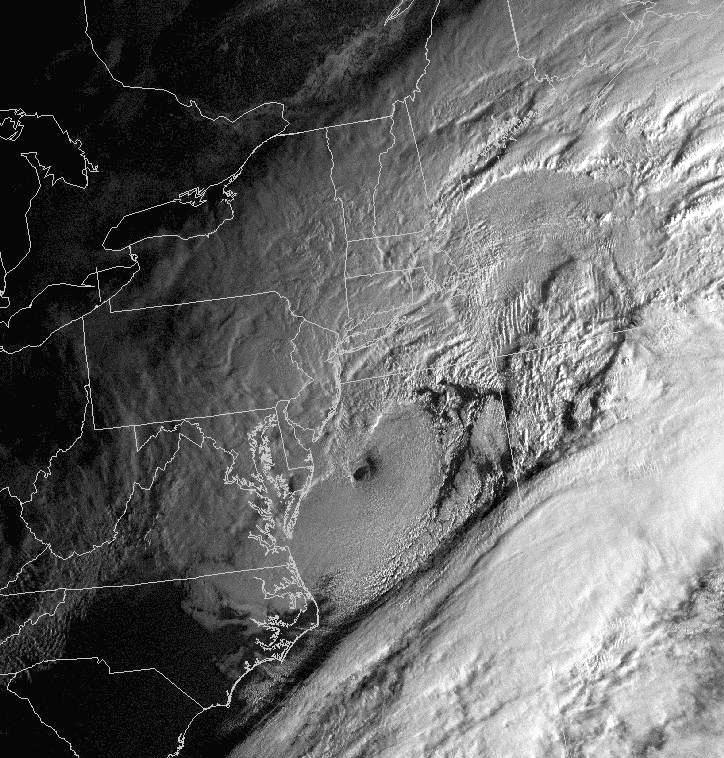
Imagen por satélite del intenso nordeste responsable de la ventisca norteamericana de 2006.

La precipitación media en toda la región muestra máximos a lo largo de la llanura costera y a lo largo de las montañas de los Apalaches. Cada año caen entre 710 mm y 1.600 mm de precipitaciones. La distribución de las precipitaciones a lo largo del año varía ligeramente según las estaciones. Por ejemplo, Burlington (Vermont) tiene un máximo en verano y un mínimo en invierno. Por el contrario, Portland (Maine) tiene un máximo en otoño y otro en invierno, con un mínimo en verano. Temporalmente, se observa un máximo de precipitaciones en torno a tres horas punta: 3 a.m., 10 a.m. y 6 p.m. Durante el verano, el pico de las 6 p.m. es más pronunciado.

### Estación fría
Los ciclones extratropicales costeros, conocidos como nor'easters, aportan la mayor parte de las precipitaciones invernales a la región durante la estación fría, ya que siguen una trayectoria paralela a la costa y se forman a lo largo del gradiente natural de temperatura de la corriente del Golfo antes de ascender por la costa. Los montes Apalaches protegen en gran medida a Nueva York y Filadelfia de las nevadas de efecto lago, aunque es posible que se produzcan nevadas de efecto oceánico cerca de Cabo Cod. La nieve de efecto lago de los Finger Lakes se produce en el norte del estado de Nueva York hasta que esos lagos se congelan. Las nieves de efecto bahía caen a sotavento de la bahía de Delaware, la bahía de Chesapeake y la bahía de Massachusetts cuando se cumplen los criterios básicos. Las nevadas de efecto oceánico son posibles a sotavento de la corriente del Golfo en el sureste.

### Estación cálida
Durante el verano y principios del otoño, los sistemas convectivos de mesoescala pueden desplazarse hacia la zona desde Canadá y los Grandes Lagos. Los ciclones tropicales y sus restos se desplazan ocasionalmente hacia la región desde el sur y el suroeste. Recientemente, la región ha experimentado un par de episodios de precipitaciones intensas que superaron el periodo de retorno de 50 años, durante octubre de 1996 y octubre de 1998, lo que sugiere un aumento de las precipitaciones intensas a lo largo de la costa.

## Islas del Pacífico

### Hawái

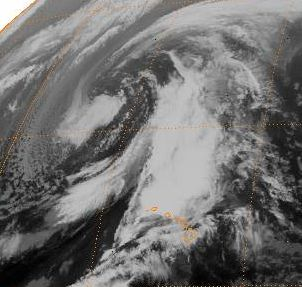
Sistemas como esta baja de Kona del 4 de noviembre de 1995 aportan a Hawai gran parte de sus precipitaciones anuales

La nieve, aunque no suele asociarse con los trópicos, cae a mayor altitud en la Gran Isla, tanto en Mauna Loa como en Mauna Kea, que alcanza una altitud de 4.205 m, en algunos meses de invierno. En el Haleakala de Maui sólo nieva en contadas ocasiones. El monte Waiʻaleʻale(Waiʻaleʻale), en la isla de Kauai, destaca por sus precipitaciones extremas, ya que tiene la segunda media anual más alta de la Tierra, con 460 pulgadas (12.000 mm). Los sistemas de tormentas afectan al estado con fuertes lluvias entre octubre y marzo. Los chubascos son habituales en toda la cadena de islas, pero las tormentas son relativamente raras. Los climas locales varían considerablemente en cada isla debido a su topografía, que se divide en regiones de barlovento (Koʻolau) y de sotavento (Kona) en función de su situación respecto a las montañas más altas. La costa de Kona es la única zona de Hawái con un máximo de precipitaciones en verano. Las zonas de barlovento están expuestas a los vientos alisios de este a noreste y reciben muchas más precipitaciones; las zonas de sotavento son más secas y soleadas, con menos lluvia y menos nubosidad. A finales del invierno y en primavera, durante los fenómenos de El Niño, se pueden esperar condiciones más secas que la media en Hawái.

### Marianas del Norte
Las islas tienen un clima marino tropical moderado por los vientos alisios del noreste. Hay una estación seca, de diciembre a junio, y una lluviosa, de julio a noviembre. La precipitación media anual en Saipán es de 2.092 mm (82,36 pulgadas), y el 67% cae durante la estación lluviosa. Los tifones frecuentan la cadena de islas, lo que puede provocar precipitaciones excesivas.

### Guam

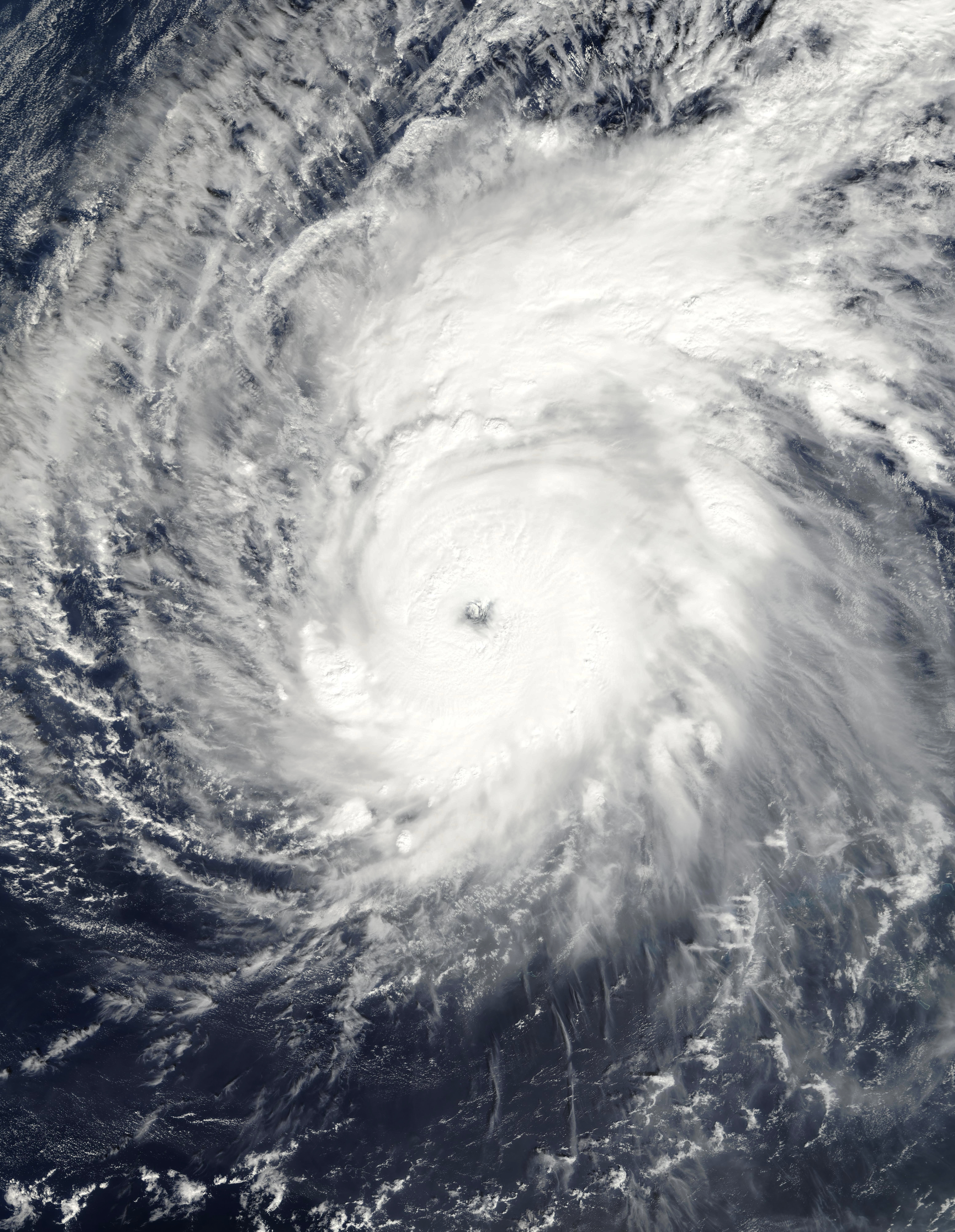
Los tifones, como Pongsona (2002), pueden provocar lluvias excesivas en Guam.

El clima de Guam está moderado por los vientos alisios del este al noreste durante todo el año. La precipitación media anual es de 2.200 mm con una estación seca de enero a junio y una lluviosa de julio a diciembre. Los tifones son frecuentes en la isla, lo que puede provocar precipitaciones excesivas. Durante los años de El Niño, las precipitaciones en la estación seca están por debajo de lo normal. Sin embargo, la amenaza de un ciclón tropical es más del triple de lo normal durante los años de El Niño, por lo que es posible que se produzcan precipitaciones extremas de corta duración.

### Samoa Americana
El régimen climático de Samoa Americana está dominado por los vientos alisios del sureste. La dependencia de la isla es húmeda, con una media anual de precipitaciones cercana a las 120 pulgadas (3.000 mm) en el aeropuerto, con cantidades más cercanas a las 200 pulgadas (5.100 mm) en otras zonas. Hay una estación de lluvias diferenciada en la que ocasionalmente se producen ciclones tropicales entre noviembre y abril. La estación seca va de mayo a octubre. Durante el fenómeno de El Niño, las precipitaciones se sitúan en torno a un 10% por encima de lo normal, mientras que durante La Niña las precipitaciones se sitúan en torno a un 10% por debajo de lo normal.
El puerto de Pago Pago, en Samoa Americana, registra la mayor pluviosidad anual del mundo, debido a la cercana montaña Rainmaker.

## Islas del Atlántico

### Puerto Rico
De abril a noviembre hay una pronunciada temporada de lluvias en toda la mancomunidad, que abarca la temporada anual de huracanes. Debido a la topografía de la mancomunidad, las precipitaciones varían mucho de un archipiélago a otro. Pico del Este tiene un promedio de 171,09 pulgadas (4.346 mm) de precipitación anual, mientras que la Isla Magueyes sólo tiene un promedio de 29,32 pulgadas (745 mm) al año. A pesar de los cambios conocidos en la actividad de los ciclones tropicales debido a los cambios en El Niño/Oscilación del Sur (ENOS), no se conoce ninguna relación entre las precipitaciones en Puerto Rico y el ciclo ENOS. Sin embargo, cuando los valores de la oscilación del Atlántico Norte son altos durante el invierno, las precipitaciones son inferiores a la media en Puerto Rico. No se han documentado casos de caída de nieve en Puerto Rico, aunque ocasionalmente se trae de otros lugares como reclamo publicitario.

### Islas Vírgenes de Estados Unidos
El clima de las Islas Vírgenes de Estados Unidos se caracteriza por vientos alisios del este durante todo el año. Hay una estación de lluvias que dura de septiembre a noviembre, cuando los huracanes son más propensos a visitar la cadena de islas. El promedio de precipitaciones a través de la cadena de islas oscila entre 51,55 pulgadas (1.309 mm) en Annually y 37,79 pulgadas (960 mm) en East Hill.

## Cambios debidos al calentamiento global

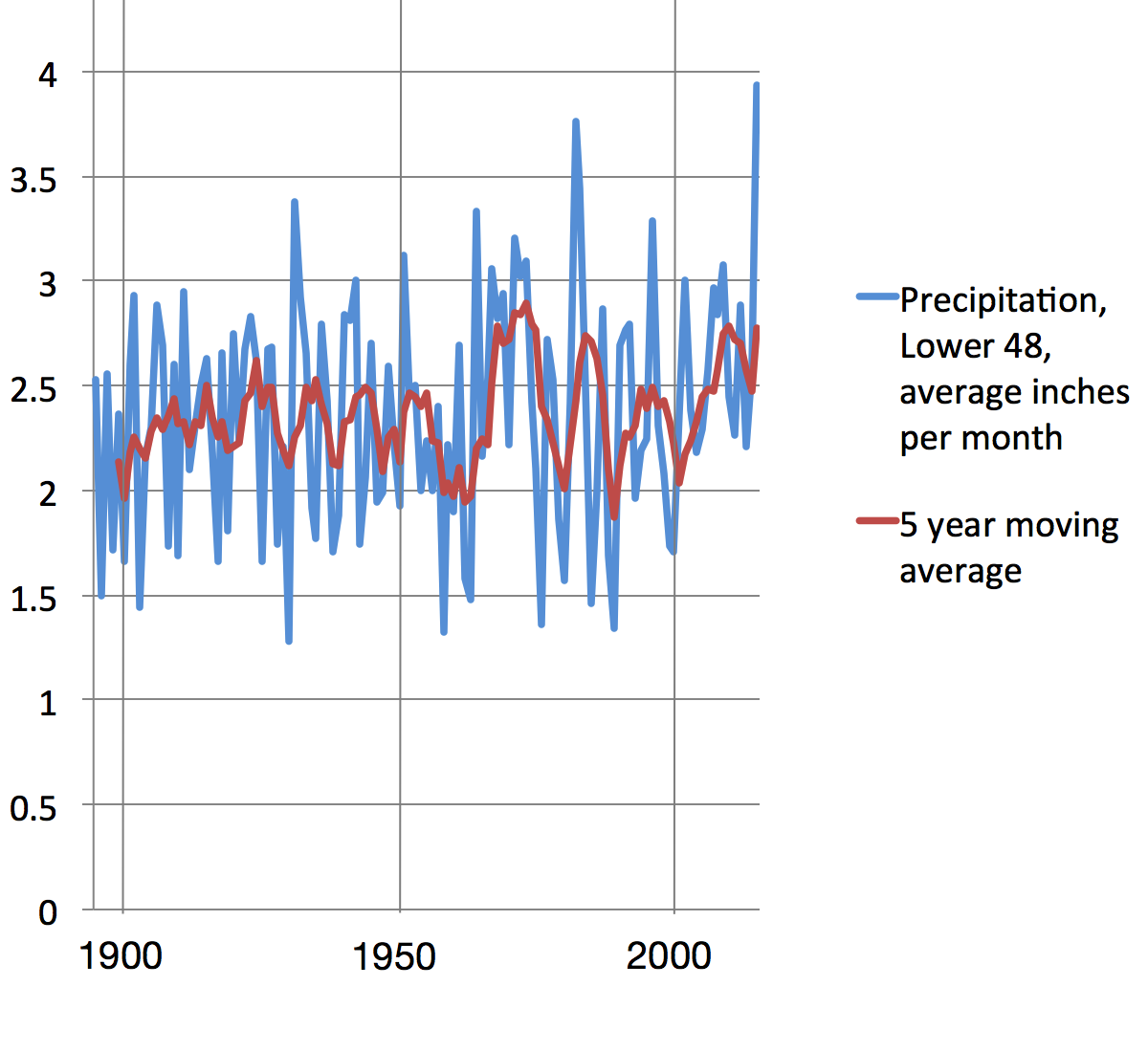
Tendencias de las precipitaciones en EE. UU. (lower 48), 1895-2014.

El aumento de las temperaturas tiende a incrementar la evaporación, lo que provoca más precipitaciones. A medida que ha aumentado la temperatura media mundial, también ha aumentado la precipitación media mundial. Entre 1900 y 2005, las precipitaciones han aumentado en general en las tierras situadas al norte de los 30º N, pero han disminuido en los trópicos desde la década de 1970. Las zonas orientales de Norteamérica se han vuelto más húmedas. A lo largo del siglo pasado aumentó el número de precipitaciones intensas en muchas zonas y, desde la década de 1970, la frecuencia de las sequías, especialmente en los trópicos y subtrópicos. En los Estados Unidos contiguos, las precipitaciones anuales totales aumentaron a un ritmo medio del 6,1% por siglo desde 1900, con los mayores incrementos en la región climática del este-norte-centro (11,6% por siglo) y en el sur (11,1%). Hawái fue la única región que registró un descenso (-9,25%). Se prevé que, debido a este exceso de precipitaciones, las pérdidas de cosechas aumenten en 3.000 millones de dólares (dólares de 2002) anuales durante los próximos 30 años.